# Gobernación de Mubarak el Grande
Mubarak el Grande (en árabe: مبارك الكبير Mubārak āl-Kabīr) es una gobernación de Kuwait.

## Territorio y Población
Mubarak al-Kabir cuenta con una superficie de cien kilómetros cuadrados y una población de unos 210.599 habitantes (cifras del censo realizado en el año 2007). La capital es la ciudad portuaria homónima de Mubarak al-Kabir. La densidad poblacional de esta provincia es de 2.106 habitantes por cada kilómetro cuadrado de esta gobernación.
La gobernación mencionada en este artículo se localiza entre las siguientes coordenadas a saber: 29°15′25″N 48°03′25″E / 29.25694, 48.05694.
- Datos: Q913370
- Multimedia: Mubarak Al-Kabeer Governorate / Q913370